# Asociace českých chemických společností
Asociace českých chemických společností (ASČCH, angl. Association of the Czech Chemical Societies) vznikla v roce 1998 na základě Smlouvy o zřízení ASČCH, kterou spolu uzavřely: Česká společnost chemická (ČSCH), Česká společnost průmyslové chemie (ČSPCH), Česká společnost chemického inženýrství (ČSCHI) a Český komitét pro chemii (ČKCH, česká přidružená organizace IUPAC). Asociace byla založena jako společný reprezentativní a koordinační orgán smluvních stran, který je bez právní subjektivity. Je to otevřený orgán, přístupný rozšíření o další organizace, spolky a právnické osoby s pozitivním vztahem k chemii. Předpokladem pro přistoupení je souhlas s obsahem smlouvy o vzniku Asociace z roku 1998. V roce 2002 se členem ASČCH stala Ústřední komise chemické olympiády (ÚKCHO) a v roce 2003 byla zahájena spolupráce se Svazem chemického průmyslu (SCHP), který sdružuje zejména chemické výrobní podniky v ČR. Tiskovým orgánem Asociace se stal časopis Chemické listy a Bulletin Asociace českých chemických společností
Asociace iniciovala sérii jednání jejích zástupců s pracovníky a funkcionáři ministerstev (MŠMT, MPO, MZ, MZd), z nichž vyplynulo několik návrhů na úpravy zákonných norem, a také trvalá nabídka konzultací odborných otázek chemického charakteru pro orgány státní správy. AČSCH spolu se slovenskou partnerskou organizací (Asociácia chemických a farmaceutických spoločností) každoročně organizuje společné sjezdy, které se konají periodicky na Slovensku a v Čechách. Na těchto sjezdech se schází stovky odborníků, kteří se zde seznamují s pokroky chemie doma i ve světě a nejmladší generace chemiků na nich získává cenné odborné zkušenosti a kontakty s kolegy z ostatních pracovišť. V rámci sjezdů se též mohou konat plenární schůze členských organizací AČSCH.
Pod křídly Asociace pracují i odborné komise pro terminologii a české chemické názvosloví, které do českého jazyka převádějí nomenklaturní a terminologická doporučení vrcholové světové organizace chemiků, IUPAC (International Union for Pure and Applied Chemistry), Mezinárodní unie pro čistou a aplikovanou chemii). Tyto komise pracují v oborech anorganická chemie, organická a bioorganická chemie a makromolekulární chemie. Do jejich činnosti patří i odborné konzultace pro legislativní orgány zaměřené na používání správné odborné terminologie a správných názvů chemických látek a procesů.
Orgány Asociace jsou Výbor AČCHS a Předseda AČCHS. Členové Výboru AČCHS jsou do této funkce jmenováni na dobu neurčitou svými mateřskými organizacemi, které je také z této funkce případně odvolávají. Funkce Předsedy AČCHS je obsazována na základě rotačního principu; v této funkci s funkčním obdobím 1 rok se zástupci členských společností periodicky střídají podle pořadí, které bylo stanoveno na prvním jednání Výboru tak, aby každá smluvní strana byla postupně zastoupena při výkonu této funkce.